# Adolf Rohrbach

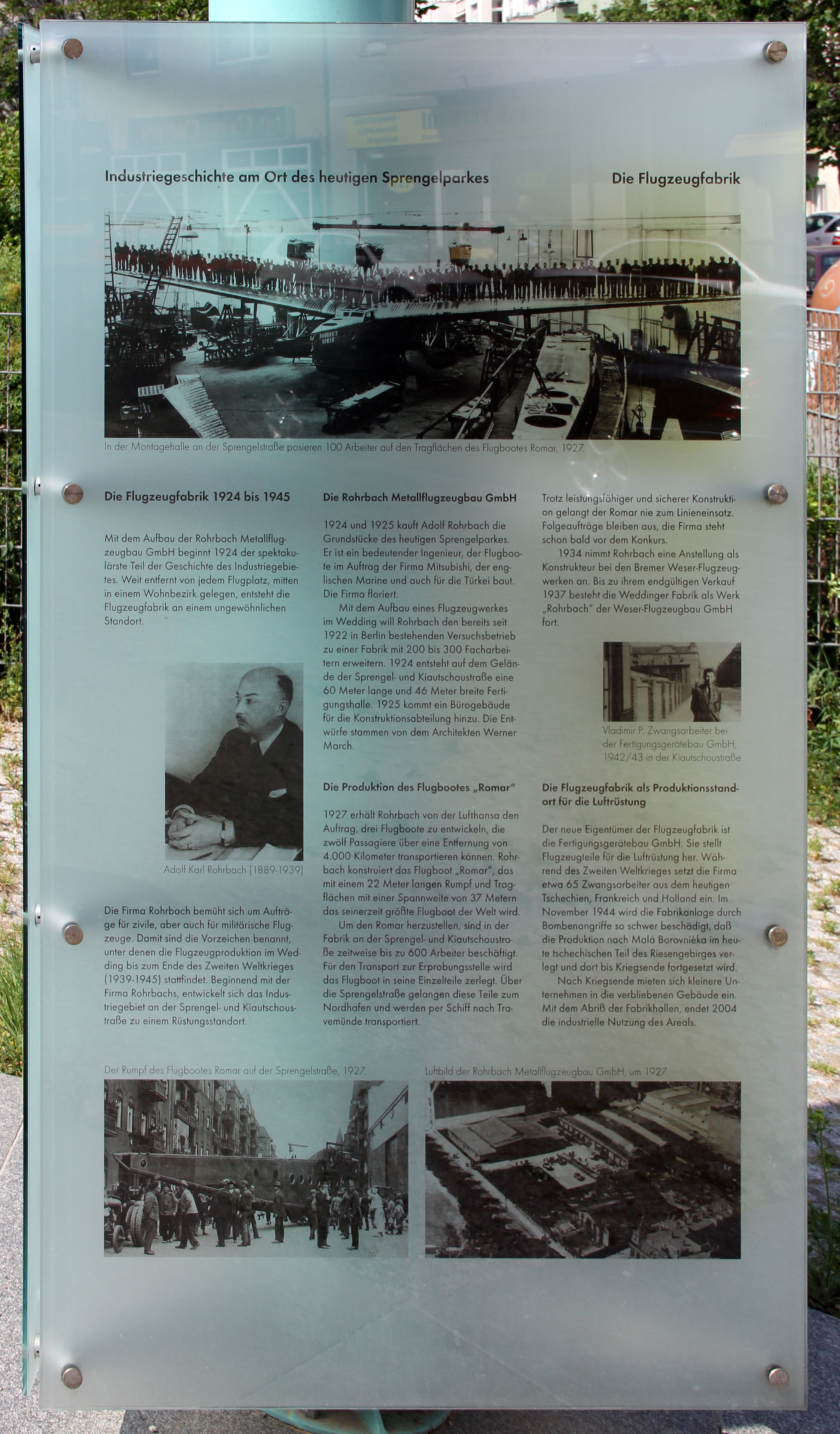
Gedenktafel für Adolf Rohrbach in Berlin-Wedding

Adolf Rohrbach (* 28. März 1889 in Gotha; † 6. Juli 1939 in Kampen auf Sylt; vollständiger Name: Adolf Karl Otto Rohrbach) war ein deutscher Maschinenbauingenieur, Flugzeugkonstrukteur und Unternehmer.

## Leben
Der Sohn des Gothaer Schuldirektors und Amateurastronomen Carl Rohrbach war besonders technisch interessiert. Nach seinem an der Oberrealschule Coburg abgelegten Abitur trat er als Einjährig-Freiwilliger in das Infanterieregiment 95 in Gotha ein und arbeitete anschließend eine Zeitlang in der ebenfalls dort ansässigen Fabrik von Briegleb, Hansen & Co. als Schlosser. Nach einem 1913 mit Auszeichnung abgeschlossenen Maschinenbau-Studium an der Technischen Hochschule Darmstadt entwickelte er sich vom Monteur der Schiffswerft Blohm & Voss in Hamburg ab Juli 1914 zum Mitarbeiter Claude Dorniers bei der Luftschiffbau Zeppelin GmbH in Friedrichshafen und später zum Chefkonstrukteur der Zeppelin-Luftschiffwerft (und Flugzeugwerke) in Staaken. Hier konstruierte er Großflugzeuge für den Luftkrieg gegen Großbritannien.

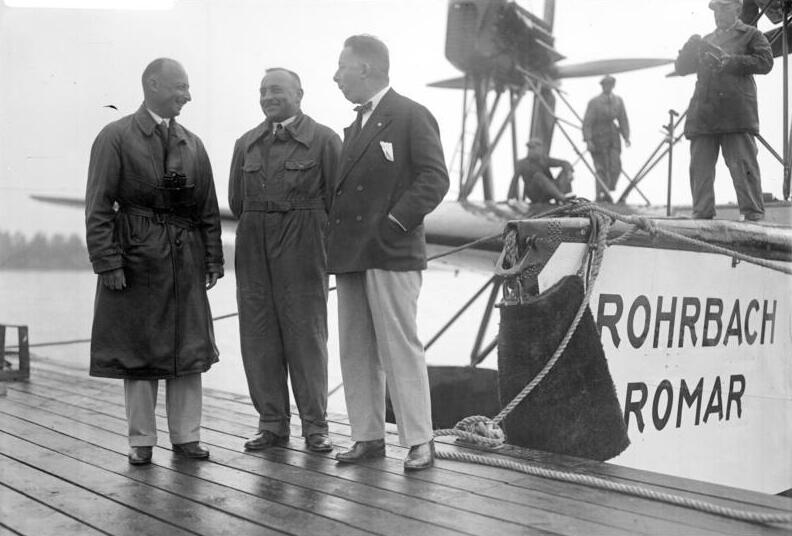
Adolf Rohrbach (links) vor dem Flugboot Romar, 1928

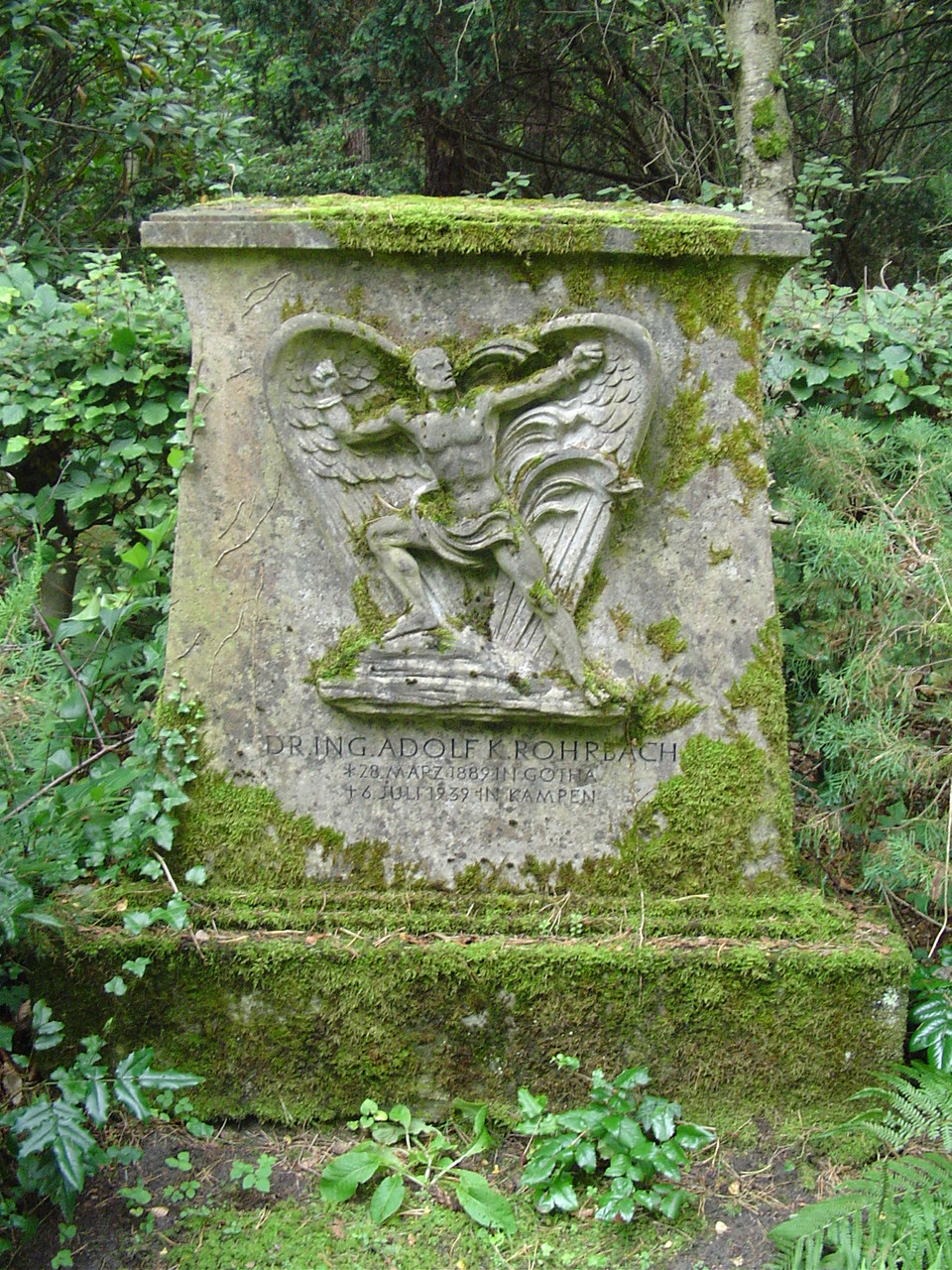
Rohrbachs Grabstein auf dem Südwestkirchhof Stahnsdorf von Arno Breker

Nach dem Ersten Weltkrieg übernahm er 1919 die Leitung des Werks und baute weiter Großflugzeuge in Ganzmetallbauweise, darunter die Zeppelin E 4/20. Nach dem endgültigen Ende des Flugzeugbaus in Staaken promovierte Rohrbach 1921 an der TH Berlin-Charlottenburg mit der Dissertation Beziehungen zwischen der Betriebssicherheit der Flugzeuge und der Bauweise ihrer Kraftanlagen zum Dr.-Ing. und gründete im Juni 1922 die Rohrbach Metallflugzeugbau GmbH, bei der er das Wasserflugzeug Rocco konstruierte, das bei der zeitgleich gegründeten Tochterfirma Rohrbach Meta Aeroplane Co. A/S in Kastrup bei Kopenhagen produziert wurde. Ab 1924 in Berlin, wurde schließlich 1926 das dreimotorige Verkehrsflugzeug Roland gebaut, das dann von der Lufthansa übernommen wurde. Dieses Flugzeugmuster wurde auch als erstes Fluggerät von der spanischen Iberia eingesetzt. 1928 startete das Flugboot Romar. Aus wirtschaftlichen Gründen verkaufte Rohrbach das Unternehmen an die DeSchiMAG, die es 1934 mit der Weser-Flugzeugbau GmbH vereinigte. Adolf Rohrbach übernahm dort die Position des technischen Direktors und war u. a. an der Entwicklung des Amphibienflugzeuges We 271 beteiligt. Während eines Urlaubsaufenthalts auf Sylt starb er am 6. Juli 1939 in Kampen im „Haus Meeresblick“ an einem Herzinfarkt.

## Familie
Adolf Rohrbach war mit der deutschen Fotografin Charlotte Rohrbach (1902–1981) verheiratet. Beigesetzt wurde er auf dem Südwestkirchhof Stahnsdorf.